# Иван Соколарски
Иван Маринов Соколарски е български икономист и политик от Българската комунистическа партия.

## Биография
Роден е на 28 август 1930 г. в Бяла Слатина. Завършва икономика. Бил е главен редактор на в. „Отечествен зов“. Известно време е първи секретар на Градския комитет на БКП в Бяла Слатина и във Враца. В периода 1971 – 1976 г. е първи секретар на ОК на БКП във Враца.. От 25 април 1971 до 2 април 1976 г. е кандидат-член на ЦК на БКП. Между 1976 и 1981 г. е директор на Химико-фармацевтичен завод в София. От 1981 до 1985 г. е търговски представител на България в Мозамбик, а след това до 1989 г. е извънреден и пълномощен посланик там.